# Adolphe Thiers
Louis Adolphe Thiers [lui adolf ťijér] (15. dubna 1797, Marseille – 3. září 1877, Saint-Germain-en-Laye) byl francouzský publicista, historik a konzervativně-liberální politik. Neobyčejně plodný, i když ne příliš spolehlivý historik vydal „Dějiny francouzské revoluce“ v 10 svazcích a dějiny napoleonské doby ve 20 svazcích. Za své čtyřicetileté kariéry energického a prozíravého, ale také bezohledného politika vystřídal různé postoje, což mu vyneslo mnoho nepřátelství. Byl stoupencem konstituční monarchie, kterou v roce 1830 prosazoval, druhé císařství (1852–1870) ostře odmítal, ale teprve po jeho pádu se jednoznačně přiklonil k republice. Během Červencové monarchie zastával funkci ministra a tzv. předsedy Rady (fakticky premiéra), za druhého císařství byl opozičním poslancem. Roku 1870 sjednal mír s Německem, vedl potlačení Pařížské komuny a v letech 1871–1873 byl prvním prezidentem třetí Francouzské republiky.

## Život

### Mládí
Thiersův otec byl dobrodruh, černá ovce své rodiny, a jeho matku brzy opustil, takže mladého Adolphe vychovávala matka a babička. Po maturitě v Marseille studoval práva v Aix-en-Provence. Byl vynikající student, obdivoval Napoleona a živě se zajímal o politiku, takže si získal řadu významných přátel a krátce tam působil jako advokát. Roku 1821 odešel do Paříže, kde se pohyboval mezi liberálními politiky a získal i podporu pověstného ministra Talleyranda. Psal pro liberální deník Le Constitutionel a v letech 1823–1827 vydal „Dějiny francouzské revoluce“ v 10 svazcích, které ho proslavily. Přes množství nepřesností jeho příznivější hodnocení revoluce přesně odpovídalo dobové náladě a roku 1833 byl zvolen členem Francouzské akademie. V letech 1845–1862 vydal velmi podrobné dějiny napoleonské doby (konzulátu a císařství) ve 20 svazcích.

### Za Ludvíka-Filipa a Ludvíka Napoleona
V roce 1827 se spřátelil s rodinou bohatého bankéře A. Dosne a 1833 se oženil s jeho dcerou. Byl tak finančně zajištěn, ve vysoké společnosti však neměl dobré jméno. Roku 1830 spoluzaložil deník Le National jako opozici proti králi Karlu X. a po Červencové revoluci silně podporoval Ludvíka Filipa a konstituční monarchii. Tehdy napsal slavnou větu, že „král kraluje, ale nevládne“. Za Ludvíka Filipa byl třikrát ministrem vnitra a dvakrát premiérem. Poprvé v roce 1836 byl předsedou vlády, kterou spolu s Guizotem a V. de Broglie ovládal. Thiers se spolu s kancléřem Metternichem marně snažil pro Ludvíka Filipa vyjednat sňatek s rakouskou princeznou a plánoval vojenskou intervenci ve Španělsku. Když se nic nezdařilo, abdikoval.
Roku 1840 byl opět předsedou vlády a v mocenských bojích dal najevo takovou míru prospěchářského oportunismu, že o něm Balzac napsal, že „Thiersovou jedinou myšlenkou je pan Thiers“. Jeho dobrodružné plány na podporu egyptského povstání nebo nárok na území po levém břehu Rýna vyvolaly prudkou odezvu v zahraničí a král Thierse odvolal.

### V opozici k Napoleonovi III.
Když byl po revoluci 1848 zbaven vládních funkcí, připojil se k demokratické pravici a podporoval kandidaturu Ludvíka-Napoleona Bonaparte na prezidenta konzervativní republiky. Roku 1851 však ostře kritizoval pokus o převrat, kterým vzniklo Druhé císařství. Po převratu musel uprchnout do Švýcarska a po návratu se stáhl do soukromí. Když se režim liberalizoval, byl 1853 znovu zvolen do parlamentu, kde hájil „nezbytné svobody“ a varoval před rostoucí mocí Pruska. Před rokem 1870 se však vehementně postavil proti válce, na niž Francie podle něho nebyla připravena.

### V čele Třetí republiky
Po porážce a pádu císařství v září 1870 odmítl účast v provizorní republikánské vládě, která chtěla dál bojovat, ale na žádost jejího předsedy Julese Favre objížděl evropské dvory a snažil se je pohnout k jednání. Ještě ve Versailles se snažil přesvědčit Bismarcka, ale marně. Podle příměří z 28. ledna 1871 byly narychlo zorganizovány volby a 17. února 1871 zvolil nový parlament Thierse provizorním presidentem i předsedou vlády. 26. února podepsal Thiers s Bismarckem předběžnou mírovou smlouvu, kterou parlament vzápětí ratifikoval, a 10. května 1871 Frankfurtskou smlouvu.
To však bylo pro pařížany příliš: hanebná porážka, ztráta území i obavy z obnovení monarchie vyvolaly lidové povstání, známé jako Pařížská komuna, které se zorganizovalo v samosprávu města. Thiersova vláda ve Versailles se po bezvýsledných jednáních rozhodla povstání rozdrtit, což se stalo v tzv. „krvavém týdnu“ (20.–28. května 1871), kdy bylo město dobyto a následovaly perzekuce a soudy. Podle odhadů britského historika R. Tombse byly ztráty komunardů 6 000 až 7 500 mužů, z toho asi 1 400 bylo popraveno. Versailleské vojsko ztratilo asi 1 000 mrtvých a nezvěstných a asi 6 500 raněných.
Jako hlava státu i vlády se Thiers pustil do obtížných reforem. Francie měla zaplatit Německu 5 miliard franků, což odpovídalo dvěma až třem státním rozpočtům. Thiers odmítl zavést zdanění majetku a prosadil vypsání veřejné půjčky, která v několika dnech vynesla přes 4 miliardy a za rok opustili Francii poslední okupační vojáci. Thiers dále zavedl volenou samosprávu departementů a nepřímou volbu starostů menších měst, kdežto ve velkých městech je jmenovala vláda. Thiers také reformoval armádu a vojáci neměli volební právo. Naopak parlament přesně vymezil jeho pravomoci a stanovil, že může presidenta kdykoli odvolat.

Jeho hrob v Paříži (Père-Lachaise)

Také politicky byla Thiersova pozice velmi obtížná. Většinu v parlamentu měli sice monarchisté, ti však byli rozděleni na dva nesmiřitelné tábory: jedni podporovali návrat k linii Karla X., druzí linii orleánskou. Thiers, který zpočátku podporoval orleánskou konstituční monarchii, postupně přešel k republikánům a monarchistům vysvětlil, že „pro vás ani pro nás už dnes monarchie není možná“. Když pominula okupace, Thiers už nebyl nenahraditelný a jeho popularita klesala: stačil si totiž znepřátelit všechny tři skupiny poslanců. 23. května 1873 abdikoval a parlament téhož dne zvolil generála Patrice de Mac-Mahona, který velel potlačení komuny.
Adolphe Thiers byl pohřben na pařížském hřbitově Père-Lachaise s velkými oslavami, jeho hodnocení ve francouzské historii i ve veřejném mínění se však výrazně měnilo a je stále předmětem sporů.